# Dory (Waffe)
Das Dory (altgriechisch δόρυ dóry, deutsch ‚Speer, Lanze, Spieß‘, Plural im Attischen δόρατα dórata bzw. im Epischen und Ionischen δούρατα doúrata) bezeichnet einen griechischen Speer, der im 3. und 2. Jahrhundert v. Chr. genutzt wurde.

## Beschreibung und Verwendung
Das Dory war ein zwei bis drei Meter langer Speer, der mit einer blattförmigen Eisenspitze versehen war. Das verwendete Holz war verhältnismäßig dünn und deswegen nur ein bis zwei Kilogramm schwer. Am Ende war ein Gewicht aus Kupfer, wodurch der Speer im Gleichgewicht blieb, auch wenn man ihn nicht in der Mitte hielt.
Er wurde von Hopliten in der Phalanxformation verwendet, die vor allem gegen Reiter effektiv war. Im Vergleich zur Sarissa war das Dory sehr viel handlicher und leichter.
Der große Nachteil war, dass dieser Speer nicht besonders robust war. Er brach, wenn man in offenen Formationen kämpfte, während der Schlacht oft ab.

## Geschichte
Das Dory wurde im 3. Jahrhundert v. Chr. in Griechenland populär. Dann wurde dieser Speer auch auf dem Balkan als Waffe und in den griechischen Kolonien benutzt. Er wurde im 2. Jahrhundert von der Sarissa verdrängt.